# Ayuntamiento de Castellón de la Plana
El Ayuntamiento de Castellón de la Plana (en valenciano: Ajuntament de Castelló de la Plana) es el órgano de administración de la ciudad de Castellón de la Plana. Tiene su sede en el palacio municipal, situado en la plaza Mayor.

## Funcionamiento
Método de elección
El Ayuntamiento de Castellón, se escoge por sufragio universal en elecciones celebradas cada cuatro años. El sistema D'Hondt es el método electoral que se utiliza en España, para repartir los concejales de los ayuntamientos, de modo aproximadamente proporcional a los votos obtenidos por las candidaturas. El censo electoral está compuesto por todos los residentes empadronados en Castellón mayores de 18 años y nacionales de España y de los otros países miembros de la Unión Europea. Según lo dispuesto en la Ley del Régimen Electoral General. Para obtener representación en el Pleno municipal, hay que superar la barrera del 5% de los votos.
Pleno Municipal
El Pleno Municipal es el «órgano de máxima representación política de la ciudadanía en el gobierno municipal». Le corresponde debatir las grandes políticas locales que afectan al municipio, la adopción de las decisiones estratégicas y el control de la Administración Municipal. Las atribuciones de las diferentes Áreas de Gobierno están aprobadas por el Pleno Municipal. El Pleno es convocado y presidido por el Alcalde-Presidente del Ayuntamiento, y está integrado por los 27 concejales del Ayuntamiento. El Pleno celebra sesiones ordinarias normalmente una vez cada mes. Además, puede celebrar sesiones extraordinarias, cuando el asunto o asuntos pendientes lo requieran, por iniciativa del Alcalde-Presidente o a petición de la cuarta parte al menos, de sus concejales. Las sesiones son públicas, su convocatoria, así como el orden del día, se anuncia en el Tablón de Anuncios y en la página web del Ayuntamiento.
Áreas Municipales
La gestión ejecutiva municipal está formado por áreas de gobierno al frente de las cuales hay un concejal del equipo de gobierno. Cada área de gobierno tiene varias delegaciones en función de las competencias que se le asignan y que son variables de unos gobiernos municipales a otros.

## Historia
La historia del Ayuntamiento de Castellón se remonta al 7 de febrero de 1284, cuando el rey Pedro III de Aragón extendió a Castellón los mismos privilegios forales que disfrutaba la ciudad de Valencia. Este gobierno, denominado "Consell", estaba formado por 36 consellers, y oficis; cuatro jurats, verdaderos gobernantes de la ciudad; además de cargos especializados como el de "mustasaf", encargado de los pesos y medidas y vigilancia urbana; sindich, tesorero; cequier, encargado de la administración de las aguas de riego; sacristà, dedicado la administración eclesiástica; y escrivà, redactor de actas. Todos estos cargos permanecieron vigentes durante cinco siglos. Después de la victoria de Felipe V Guerra de Sucesión, en 1707, se publicó el Decreto de Nueva Planta, que abolió los fueros del Reino de Valencia, teniéndose que formar una nueva corporación municipal de acuerdo con las costumbres castellanas. Este hecho se produjo en Castellón el día 26 de febrero de 1708, siendo sus primeros miembros los que habían formado el Consell hasta la fecha.

### Composición histórica
La composición por partidos políticos del Pleno del Ayuntamiento de Castellón desde 1979 es la siguiente:
| Partido político    | Partido político                                            | 1979   | 1983   | 1987   | 1991   | 1995   | 1999   | 2003   | 2007   | 2011   | 2015   | 2019    | 2023    |
| Partido político    | Partido político                                            | Ediles | Ediles | Ediles | Ediles | Ediles | Ediles | Ediles | Ediles | Ediles | Ediles | Ediles  | Ediles  |
|                     | Partido Popular (PP)                                        | —      | —      | —      | 14     | 16     | 16     | 15     | 14     | 15     | 8      | 7       | 11      |
|                     | Partit Socialista del País Valencià (PSPV-PSOE)             | 12     | 19     | 12     | 13     | 8      | 10     | 10     | 12     | 9      | 7      | 10      | 9       |
|                     | Vox                                                         | —      | —      | —      | —      | —      | —      | —      | —      | —      | 0      | 1       | 4       |
|                     | Compromís                                                   | —      | —      | —      | —      | —      | —      | —      | —      | —      | 4      | 3       | 3       |
|                     | Ciudadanos (CS)                                             | —      | —      | —      | —      | —      | —      | —      | —      | —      | 4      | 4       | 0       |
|                     | Unidas Podemos (UP)-Esquerra Unida del País Valencià (EUPV) | —      | —      | —      | —      | —      | —      | —      | —      | —      | —      | 2       | 0       |
|                     | Castelló en Moviment (CSeM)                                 | —      | —      | —      | —      | —      | —      | —      | —      | —      | 4      | —       | —       |
|                     | Esquerra Unida del País Valencià (EUPV)                     | —      | —      | 1      | 0      | 2      | 0      | 0      | 0      | 1      | 0      | UP-EUPV | UP-EUPV |
|                     | Bloc Nacionalista Valencià (BLOC)                           | —      | —      | —      | —      | —      | 1      | 2      | 1      | 2      | —      | —       | —       |
|                     | Unitat del Poble Valencià (UPV)                             | —      | —      | EUPV   | 0      | 1      | —      | —      | —      | —      | —      | —       | —       |
|                     | Centro Democrático y Social (CDS)                           | —      | 0      | 5      | 0      | —      | —      | —      | —      | —      | —      | —       | —       |
|                     | Alianza Popular (AP)                                        | —      | —      | 9      | —      | —      | —      | —      | —      | —      | —      | —       | —       |
|                     | Coalición Popular (CP)                                      | —      | 8      | —      | —      | —      | —      | —      | —      | —      | —      | —       | —       |
|                     | Partit Comunista del País Valencià (PCPV)                   | 2      | 0      | —      | —      | —      | —      | —      | —      | —      | —      | —       | —       |
|                     | Unión de Centro Democrático (UCD)                           | 10     | —      | —      | —      | —      | —      | —      | —      | —      | —      | —       | —       |
|                     | Esquerra Independent de Castelló (EIC)                      | 2      | —      | —      | —      | —      | —      | —      | —      | —      | —      | —       | —       |
|                     | Coalición Democrática (CD)                                  | 1      | —      | —      | —      | —      | —      | —      | —      | —      | —      | —       | —       |
| Total de concejales | Total de concejales                                         | 27     | 27     | 27     | 27     | 27     | 27     | 27     | 27     | 27     | 27     | 27      | 27      |

Resultados electorales
Los resultados de los últimos cuatro comicios municipales fueron, a grandes rasgos, los siguientes:
| Partido político                                | 2011  | 2011   | 2011       | 2015  | 2015   | 2015       | 2019  | 2019   | 2019       | 2023  | 2023   | 2023       |
| Partido político                                | %     | Votos  | Concejales | %     | Votos  | Concejales | %     | Votos  | Concejales | %     | Votos  | Concejales |
| Partido Popular (PP)                            | 46,61 | 34 680 | 15         | 25,94 | 20 741 | 8          | 23,96 | 17 603 | 7          | 35,89 | 28 394 | 11         |
| Partit Socialista del País Valencià (PSPV-PSOE) | 26,63 | 19 816 | 9          | 21,02 | 16 803 | 7          | 34,78 | 25 550 | 10         | 28,27 | 22 372 | 9          |
| Vox                                             | —     | —      | —          | 0,81  | 644    | 0          | 6,40  | 4 704  | 1          | 13,39 | 10 597 | 4          |
| Compromís                                       | 8,83  | 6572   | 2          | 13,93 | 11 135 | 4          | 11,66 | 8565   | 3          | 11,85 | 9377   | 3          |
| Podemos-Esquerra Unida del País Valencià (EUPV) | 5,72  | 4257   | 2          | 13,06 | 10 443 | 4          | 6,55  | 4808   | 2          | 3,41  | 2698   | 0          |
| Ciudadanos (CS)                                 | —     | —      | —          | 15,01 | 12 004 | 4          | 14,08 | 10 345 | 4          | 2,17  | 1717   | 0          |

### Acuerdos de investidura o coaliciones de gobierno
| Mandato   | Partidos implicados              | Concejales |
| --------- | -------------------------------- | ---------- |
| 1979-1983 | PSPV-PSOE+EIC+PCPV+CD            | 17/27      |
| 1987-1991 | PSPV-PSOE+CDS                    | 17/27      |
| 2003-2007 | PP+Bloc                          | 16/27      |
| 2015-2019 | PSPV-PSOE+Compromís+CSeM         | 15/27      |
| 2019-2023 | PSPV-PSOE+Compromís+UP-CSeM-EUPV | 15/27      |
| 2023-2027 | PP+Vox                           | 15/27      |

### Alcaldes
| Periodo   | Nombre                                                        | Partido                                         |
| --------- | ------------------------------------------------------------- | ----------------------------------------------- |
| 1979-1983 | Antonio José Tirado Jiménez                                   | Partit Socialista del País Valencià (PSPV-PSOE) |
| 1983-1987 | Antonio José Tirado Jiménez                                   | Partit Socialista del País Valencià (PSPV-PSOE) |
| 1987-1991 | Daniel Gozalbo Bellés                                         | Partit Socialista del País Valencià (PSPV-PSOE) |
| 1991-1995 | José Luis Gimeno                                              | Partido Popular (PP)                            |
| 1995-1999 | José Luis Gimeno                                              | Partido Popular (PP)                            |
| 1999-2003 | José Luis Gimeno                                              | Partido Popular (PP)                            |
| 2003-2007 | José Luis Gimeno (2003-2005) Alberto Fabra Part (2005-2007)   | Partido Popular (PP)                            |
| 2007-2011 | Alberto Fabra Part                                            | Partido Popular (PP)                            |
| 2011-2015 | Alberto Fabra Part (2011) Alfonso Bataller Vicent (2011-2015) | Partido Popular (PP)                            |
| 2015-2019 | Amparo Marco Gual                                             | Partit Socialista del País Valencià (PSPV-PSOE) |
| 2019-2023 | Amparo Marco Gual                                             | Partit Socialista del País Valencià (PSPV-PSOE) |
| 2023-act. | Begoña Carrasco García                                        | Partido Popular (PP)                            |

## Gobierno 2023-2027

### Pleno
Para la legislatura 2023-2027, la corporación municipal está formada por los siguientes concejales y grupos políticos:
| Concejal                        | Partido                           | Cargo                                                                    |
| ------------------------------- | --------------------------------- | ------------------------------------------------------------------------ |
| Begoña Carrasco García          | Partido Popular                   | Alcaldesa-Presidenta                                                     |
| Sergio Toledo Llorens           | Partido Popular                   | Primer Teniente de Alcaldía. Portavoz del Grupo Municipal Popular        |
| Vicent Francesc Sales Mateu     | Partido Popular                   | Segundo Teniente de Alcaldía                                             |
| Juan Carlos Redondo Gamero      | Partido Popular                   | Tercer Teniente de Alcaldía                                              |
| Ester Giner Hidalgo             | Partido Popular                   | Quinta Teniente de Alcaldía                                              |
| María España Novoa              | Partido Popular                   | Sexta Teniente de Alcaldía. Portavoz adjunto del Grupo Municipal Popular |
| Francisco Cabañero Catalán      | Partido Popular                   | Séptimo Teniente de Alcaldía                                             |
| Noelia Selma Andreu             | Partido Popular                   | Octava Teniente de Alcaldía                                              |
| Cristian Martínez Ramírez       | Partido Popular                   | Concejal                                                                 |
| María del Carmen Hurtado Palomo | Partido Popular                   | Concejala                                                                |
| María Clara Adsuara Pitarch     | Partido Popular                   | Concejala                                                                |
| Patricia Puerta Barberá         | Partido Socialista Obrero Español | Concejala. Portavoz del Grupo Municipal Socialista                       |
| José Luis López Ibáñez          | Partido Socialista Obrero Español | Concejal. Portavoz adjunto del Grupo Municipal Socialista                |
| Anunciación Lainel Castel       | Partido Socialista Obrero Español | Concejala                                                                |
| Jorge Ribes Vicente             | Partido Socialista Obrero Español | Concejal                                                                 |
| María Carmen Ribera Soriano     | Partido Socialista Obrero Español | Concejala                                                                |
| Joaquín Giner Pascual           | Partido Socialista Obrero Español | Concejal                                                                 |
| Marinela Mónica Barrabás        | Partido Socialista Obrero Español | Concejala                                                                |
| José Segura Pallarés            | Partido Socialista Obrero Español | Concejal                                                                 |
| Pilar Escuder Mollón            | Partido Socialista Obrero Español | Concejala                                                                |
| Antonio Ortolá Ortolá           | Vox                               | Cuarto Teniente de Alcaldía. Portavoz del Grupo Municipal Vox            |
| Alberto Vidal Guerrero          | Vox                               | Noveno Teniente de Alcaldía                                              |
| Luciano Ferrer Pons             | Vox                               | Concejal                                                                 |
| Arantxa Miralles Benages        | Vox                               | Concejala                                                                |
| Ignasi García Felip             | Compromís:Acord per Guanyar       | Concejal. Portavoz del Grupo Municipal de Compromís                      |
| Vera Bou Pinyol                 | Compromís:Acord per Guanyar       | Concejala. Portavoz adjunta del Grupo Municipal de Compromís             |
| Pau Sancho Puerto               | Compromís:Acord per Guanyar       | Concejal                                                                 |

Concejales proclamados que han abandonado su cargo
| Concejal                   | Partido         | Fecha renuncia | Reemplazado por                 | Toma de posesión |
| -------------------------- | --------------- | -------------- | ------------------------------- | ---------------- |
| Salomé Pradas Ten          | Partido Popular | 20/07/2023     | María del Carmen Hurtado Palomo | 31/07/2023       |
| Susana Fabregat Carrasquer | Partido Popular | 11/08/2023     | María Clara Adsuara Pitarch     | 14/09/2023       |

Concejales electos pero no proclamados
| Concejal                  | Partido                           | Reemplazado por      |
| ------------------------- | --------------------------------- | -------------------- |
| Amparo Marco Gual         | Partido Socialista Obrero Español | José Segura Pallarés |
| José María Prades Manzano | Partido Socialista Obrero Español | Pilar Escuder Mollón |

Comisiones de Estudio del Pleno
Para la legislatura 2023-2027 se han constituido tres comisiones de estudio del pleno, correspondientes con las tres grandes áreas de gobierno de la Junta de Gobierno Local:
Comisión de Estudio de Impulso económico, empleo y capital humano
| Cargo          | Concejal                   | Partido                                |
| -------------- | -------------------------- | -------------------------------------- |
| Presidente     | Juan Carlos Redondo Gamero | Partido Popular                        |
| Vicepresidenta | Noelia Selma Andreu        | Partido Popular                        |
| Vocal          | Alberto Vidal Guerrero     | Vox                                    |
| Miembros       | Patricia Puerta Barberá    | Partido Socialista del País Valenciano |
| Miembros       | Pilar Escuder Mollón       | Partido Socialista del País Valenciano |
| Miembros       | Vera Bou Pinyol            | Compromís                              |

Comisión de Estudio de Urbanismo y Servicios Públicos
| Cargo          | Concejal                    | Partido                                |
| -------------- | --------------------------- | -------------------------------------- |
| Presidente     | Sergio Toledo Llorens       | Partido Popular                        |
| Vicepresidenta | Ester Giner Hidalgo         | Partido Popular                        |
| Vocal          | Luciano Ferrer Pons         | Vox                                    |
| Miembros       | José Luis López Ibáñez      | Partido Socialista del País Valenciano |
| Miembros       | María Carmen Ribera Soriano | Partido Socialista del País Valenciano |
| Miembros       | Vera Bou Pinyol             | Compromís                              |

Comisión de Estudio de Ciudadanía y Participación
| Cargo          | Concejal                    | Partido                                |
| -------------- | --------------------------- | -------------------------------------- |
| Presidente     | Vicent Francesc Sales Mateu | Partido Popular                        |
| Vicepresidenta | María España Novoa          | Partido Popular                        |
| Vocal          | Arantxa Miralles Benages    | Vox                                    |
| Miembros       | Marinela Mónica Barrabás    | Partido Socialista del País Valenciano |
| Miembros       | Anunciación Lainel Castel   | Partido Socialista del País Valenciano |
| Miembros       | Pau Sancho Puerto           | Compromís                              |

### Junta de Gobierno Local
Para la legislatura 2023-2027, el equipo de gobierno municipal está formado por los siguientes concejales:
| Persona                         | Partido | Concejalía |
| ------------------------------- | ------- | --- |
| Begoña Carrasco García          | PP      | Alcaldesa. Concejala delegada de fondos europeos e igualdad |
| Sergio Toledo Llorens           | PP      | Primer Teniente de Alcaldía. Delegado del área de gobierno de urbanismo y servicios públicos. Concejal delegado de acción de gobierno, desarrollo urbanístico, vivienda, infraestructuras y servicios urbanos                                        |
| Vicent Sales Mateu              | PP      | Segundo Teniente de Alcaldía. Deletgado del área de gobierno de ciudadanía y participación. Concejal delegado de relaciones institucionales, contratación, patrimonio y agricultura. Portavoz del gobierno. Secretario de la Junta de Gobierno Local |
| Juan Carlos Redondo Gamero      | PP      | Tercer Teniente de Alcaldía. Delegado del área de gobierno de impulso económico, empleo y capital humano. Concejal delegado de economía, hacienda, empleo y relaciones humanas. Portavoz adjunto del gobierno                                        |
| Antonio Ortolá Ortolá           | Vox     | Cuarto Teniente de Alcaldía. Delegado del área de gobierno de seguridad ciudadana, emergencias y salud pública. Concejal delegado de seguridad y emergencias. Portavoz adjunto del gobierno                                                          |
| Ester Giner Hidalgo             | PP      | Quinta Teniente de Alcaldía. Concejala delegada del Grao |
| María España Novoa              | PP      | Sexta Teniente de Alcaldía. Concejala delegada de educación y cultura |
| Francisco Cabañero Catalán      | PP      | Séptimo Teniente de Alcaldía. Concejal delegado de barrios, participación ciudadana, modernización y transparencia |
| Noelia Selma Andreu             | PP      | Octava Teniente de Alcaldía. Concejala delegada de fiestas y ermitas. Procuradora del Lledó |
| Alberto Vidal Guerrero          | Vox     | Noveno Teniente de Alcaldía. Concejal delegado de comercio, consumo y familias |
| Cristian Martínez Ramírez       | PP      | Concejal delegado de movilidad, medio ambiente, desarrollo sostenible y juventud |
| María del Carmen Hurtado Palomo | PP      | Concejala delegada de bienestar social y deportes |
| Luciano Ferrer Pons             | Vox     | Concejal delegado de salud pública |
| Arantxa Miralles Benages        | Vox     | Concejala delegada de turismo |
| María Clara Adsuara Pitarch     | PP      | Concejala delegada de gente mayor |

### Juntas municipales de Distritos
Las presidencias y vicepresidencias de las Juntas de distrito en las que está dividida la ciudad para la legislatura 2023-2027 son los siguientes:
| Distrito | Presidencia                | Partido | Vicepresidencia            | Partido |
| -------- | -------------------------- | ------- | -------------------------- | ------- |
| Centro   | Noelia Selma Andreu        | PP      | Arantxa Miralles Benages   | Vox     |
| Grao     | Ester Giner Hidalgo        | PP      | Cristian Martínez Ramírez  | PP      |
| Norte    | Juan Carlos Redondo Gamero | PP      | Francisco Cabañero Catalán | PP      |
| Sur      | Antonio Ortolá Ortolá      | Vox     | María España Novoa         | PP      |
| Este     | Sergio Toledo Llorens      | PP      | Alberto Vidal Guerrero     | Vox     |
| Oeste    | Vicent Sales Mateu         | PP      | Luciano Ferrer Pons        | Vox     |

### Organismos autónomos
Los concejales designados por la alcaldesa para la presidencia de los distintos organismos autónomos del Ayuntamiento durante la legislatura 2023-2027 son:
Patronato de Deportes
| Cargo          | Concejal                        | Partido | Concejalía asociada |
| -------------- | ------------------------------- | ------- | ------------------- |
| Presidenta     | María del Carmen Hurtado Palomo | PP      | Deportes            |
| Vicepresidente | Alberto Vidal Guerrero          | Vox     | Familias            |

Patronato de Turismo
| Cargo          | Concejal                 | Partido | Concejalía asociada |
| -------------- | ------------------------ | ------- | ------------------- |
| Presidenta     | Arantxa Miralles Benages | Vox     | Turismo             |
| Vicepresidenta | Ester Giner Hidalgo      | PP      | Grao                |

Patronato de Fiestas
| Cargo          | Concejal                 | Partido | Concejalía asociada |
| -------------- | ------------------------ | ------- | ------------------- |
| Presidenta     | Noelia Selma Andreu      | PP      | Fiestas y Ermitas   |
| Vicepresidenta | Arantxa Miralles Benages | Vox     | Turismo             |

## Evolución de la deuda viva municipal
El concepto de deuda viva contempla sólo las deudas con cajas y bancos relativas a créditos financieros, valores de renta fija y préstamos o créditos transferidos a terceros, excluyéndose, por tanto, la deuda comercial.
| Gráfica de evolución de la deuda viva del Ayuntamiento entre 2008 y 2023                            |
| |
| Deuda viva del Ayuntamiento de Castellón, en miles de euros, según datos del Ministerio de Hacienda |